# Gut Knoop

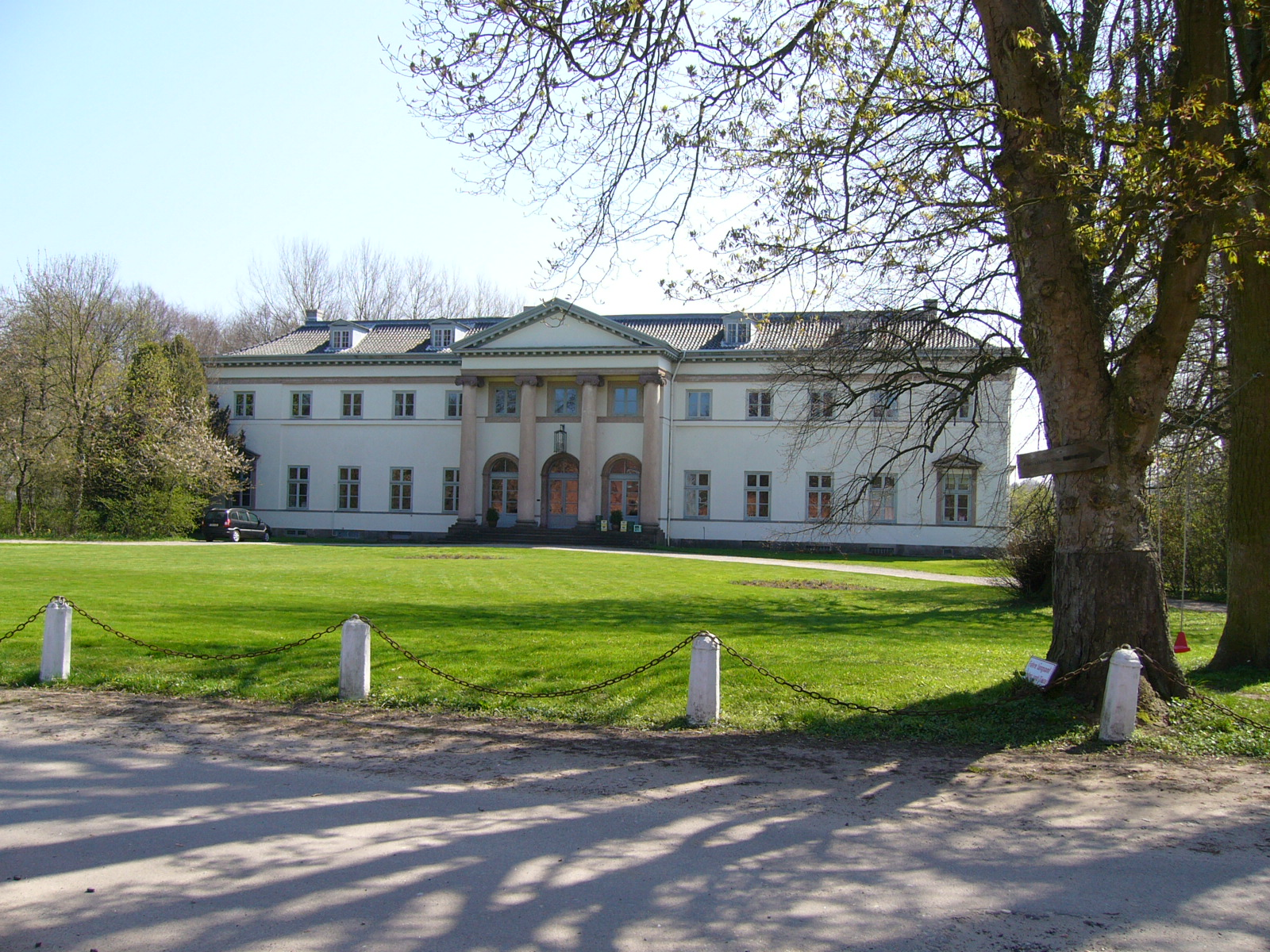
Herrenhaus des Gutes Knoop

Gut Knoop ist der Name eines Guts, das heute westlich von Kiel-Holtenau in der Nähe des ehemaligen Eiderkanals in der Gemeinde Altenholz am Nord-Ostsee-Kanal liegt.

## Geschichte

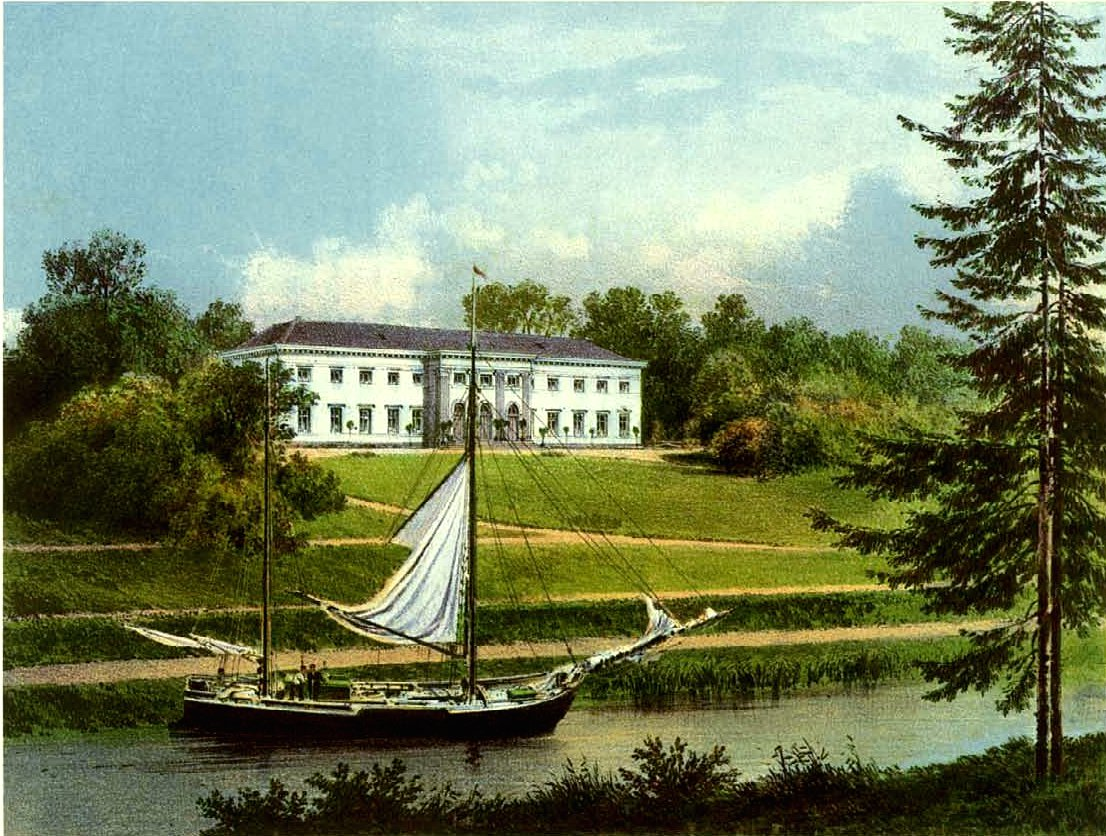
Gut Knoop um 1860, Sammlung Alexander Duncker

Stammwappen der Adelsfamilie Knoop

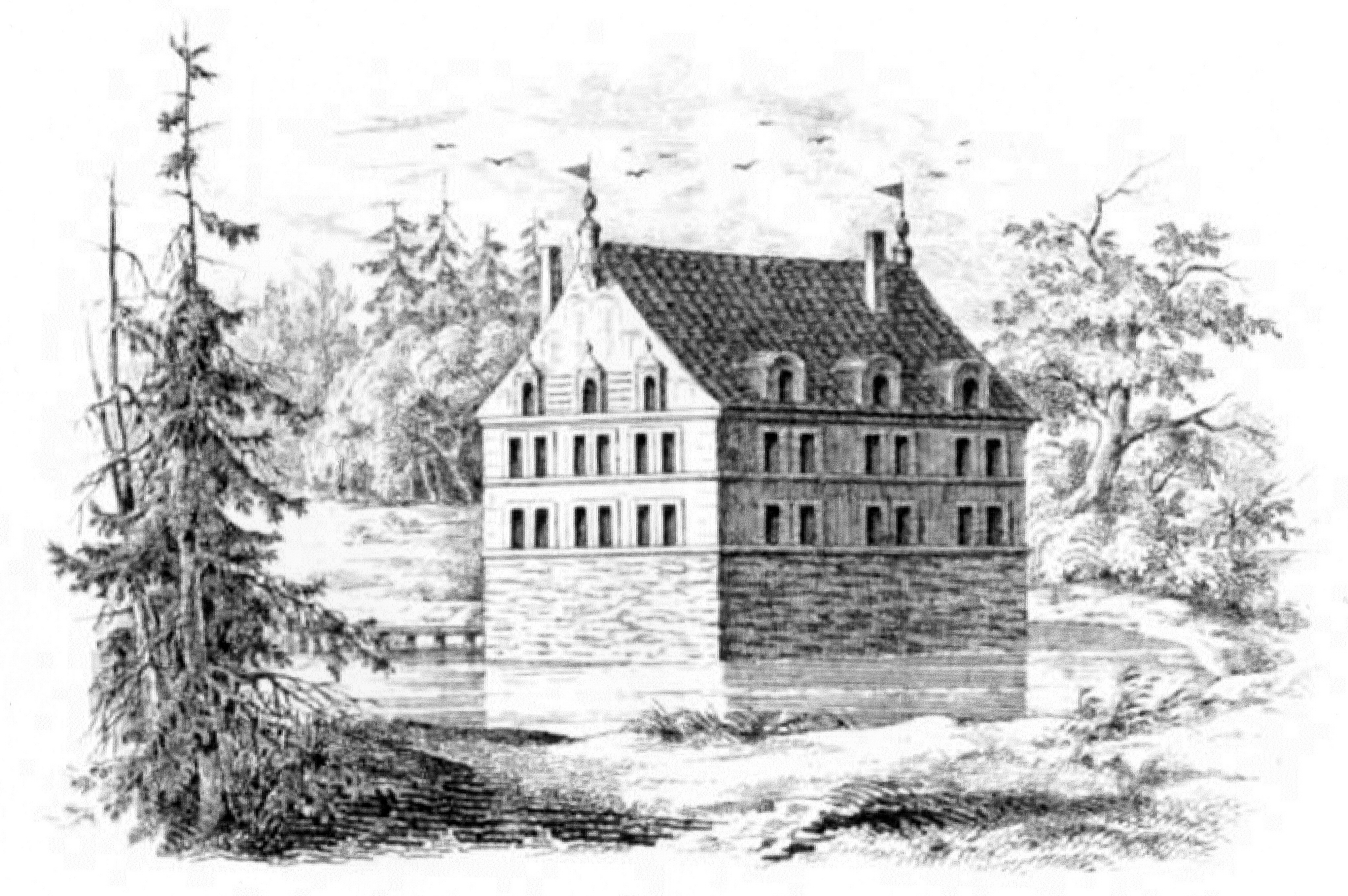
Das alte Wasserschloss Knoop

Das Gut wurde 1322 zum ersten Mal urkundlich erwähnt. Der Name bedeutet im Niederdeutschen so viel wie Knauf oder Buckel. Gründer des Gutes mag der 1322 erwähnte Lupus de Knope (Wulf / Wolf von Knoop) gewesen sein, der das entsprechende Land kurz zuvor erworben hatte. Der Name Wulf / Wolf findet sich heute noch im Wappen der Gemeinde Altenholz wieder: ein an einem Baum hoch springender Wolf. Die Familie von dem Knope, die zu den Equites Originarii gehörte, ist dann nach Dänemark abgewandert, wo sie den Namen Knob(e) führte, und dort um 1565 erloschen. 
Knoop befand sich nacheinander im Besitz derer von Knoop, von der Wisch und von Rantzau. Das Gut war also im Besitz von sächsischem Adel, obwohl es nördlich der Levensau und damit im Herzogtum Schleswig lag. Im 16. Jahrhundert ließ der damalige Besitzer Paul von Rantzau das Wasserschloss Knoop (Arx Cnopia) errichten. Das Haus hatte ein fensterloses Erd- oder auch „Wassergeschoss“, zwei Stockwerke und auf dem Giebeldach drei Erker auf jeder Seite war rings von Wassergräben umgeben, die aus der Levensau gespeist wurden.
1632 kaufte der dänische König Christian IV. das Gut von Cai von Ahlefeldt, der es kurz zuvor erworben hatte, weil er auf dem dazugehörenden Land die Festung Christianspries errichten wollte. Nach Beendigung des Dreißigjährigen Krieges 1648 verkaufte er das Gut an Friedrich von Buchwaldt. Durch die Ehe von Dorothee von Buchwald (1683–1709) mit Wolf Heinrich von Baudissin fiel Knoop an die Familie Baudissin.
1776 kaufte der durch Plantagen in Dänisch-Westindien sowie durch Sklavenhandel reich gewordene Kaufmann Heinrich Schimmelmann (1724–1782) der verarmten Familie Baudissin das Gut Knoop ab, um es seiner Tochter, der späteren Schriftstellerin Caroline Adelheid Cornelia (1759–1826) als Mitgift bei ihrer Hochzeit mit Heinrich Friedrich Graf von Baudissin (1753–1818) zu überlassen. Caroline von Baudissin ließ etwas westlich von der Burg das heutige Herrenhaus aus dem Erbe ihres Vaters bauen und richtete es ein. Die alte Wasserburg wurde anschließend abgerissen und der Graben zugeschüttet. Gemeinsam mit Gut Emkendorf, das Carolines Schwester Julia von Reventlow mit ihrem Mann Friedrich bewohnte, gehörte Knoop um 1800 zu den kulturellen Zentren Schleswig-Holsteins. Erst 1805 wurde die Leibeigenschaft aufgehoben.
1869 wurde das Gut durch Eduard von Baudissin – nicht zuletzt aufgrund der von Caroline hinterlassenen Spielschulden – an den dänischen Kaufmann Ingward Martin Clausen verkauft, der – wie die Schimmelmanns – in Dänisch-Westindien zu Wohlstand gekommen war. Nach Clausens Tod ging das Gut 1903 an den Bremer Tabakkaufmann Heinrich Gerhard Richard Hirschfeld über, dessen Familie bis heute auf Gut Knoop lebt.

## Gebäude
Das Herrenhaus des Gutes wurde von 1792 bis 1796 nach den Plänen des dänischen Architektens Axel Bundsen im klassizistischen Stil errichtet und mit der Fassade auf den 1784 eröffneten Eiderkanal ausgerichtet und mit einem von Carl Gottlob Horn gestalteten Landschaftspark umgeben, der das Ufer des Eiderkanals mit einbezog. Dank des Schimmelmannschen Vermögens wurde es von Künstlern wie Ludwig Philipp Strack und dem auch auf Emkendorf tätigen Italienern Giuseppe Anselmo Pellicia und Francesco Antonio Tadey reich ausgestattet. Das Gebäude mit dem mächtigen Portikus gehört zu den herausragenden Werken des Klassizismus in Schleswig-Holstein. Der Landschaftspark wurde beim Bau des Nordostseekanals 1895 weitgehend zerstört. Die Ausstattung blieb größtenteils erhalten.
Auf dem Gutsgelände steht auch das sogenannte Teehaus. Es wurde 1910 vom Künstler und Architekten Rudolf Alexander Schröder aus Bremen an einer Stelle errichtet, an der vorher bereits ein hölzerner Pavillon stand. Das auch als Dorisches Tempelchen bezeichnete Gebäude ist 20 m² groß und wurde 2008 für 60.000 Euro renoviert.
Das Gutshaus befindet sich im Privatbesitz; es kann aber nach Anmeldung besichtigt werden. In einigen Räumen finden regelmäßig kulturelle Veranstaltungen statt. Das Teehaus ist für die Öffentlichkeit zugänglich und kann auch für standesamtliche Trauungen genutzt werden.

## Knooper Schleuse
Östlich vom Gut Knoop verlief der Eiderkanal mit der – nach der ersten Schleuse in Holtenau – zweiten Knooper Schleuse einschließlich einer im holländischen Stil erbauten Klappbrücke. In ca. 3 km Luftlinie vom Gut befindet sich in nordwestlicher Richtung das sanierte Bauwerk der ehemaligen Rathmannsdorfer Schleuse, die im Gegensatz zur Knooper Schleuse keine Brücke hatte.

## Persönlichkeiten
- Cai von Ahlefeldt (1591–1670), General, erwarb 1626 das Gut Knoop
- Burchard von Ahlefeldt (1634–1695), Oberlanddrost, erbte Gut Knoop
- Wolf Heinrich von Baudissin (1671–1748), General, Besitzer von Gut Knoop
- Heinrich Christoph von Baudissin (1709–1786), Besitzer von Gut Knoop
- Heinrich Carl von Schimmelmann (1724–1782), Besitzer von Gut Knoop
- Carl Gottlob Horn (1734–1807), Architekt, baute das Gut um
- Heinrich Friedrich von Baudissin (1753–1818), Erbherr von Gut Knoop
- Carl Ludwig von Baudissin (1756–1814), Generalleutnant und Gouverneur von Kopenhagen, kam auf Gut Knoop zur Welt
- Ludwig Philipp Strack (1761–1836), Maler, war um 1799 auf Gut Knoop tätig
- Francesco Antonio Tadey (1767–1827), Stuckateur, war von 1796 bis 1797 auf Gut Knoop tätig
- Axel Bundsen (1768–1832), Architekt, war von 1792 bis 1800 mit dem Neubau des Herrenhauses auf Gut Knoop beauftragt
- Giuseppe Anselmo Pellicia (1775–1840), Maler, war von 1798 bis 1800 auf Gut Knoop tätig
- Johannes Ludwig Renard (1775–1859), Gutsverwalter
- Gregor Renard (1814–1885), Fotograf, kam auf Gut Knoop zur Welt
- Eduard von Baudissin (1823–1883), Reichstagsabgeordneter, kam auf Gut Knoop zur Welt
- Lilla Pauline Emilie Gäde (1852–1932), Malerin, kam auf Gut Knoop zur Welt
- Peter Hirschfeld (1900–1988), Kunsthistoriker, wuchs auf Gut Knoop auf und verlegte als Landeskonservator von 1949 bis 1953 den Sitz des Landesamts für Denkmalpflege Schleswig-Holstein dorthin.[6][7]